# Buzy
Buzy(버지)는 미야자토 마오(宮里 真央), 도야마 나오(當山 奈央), 니와 마유미(丹羽 麻由美), 아사마 유리사(朝間 ユリサ), 이와나가 사치코(岩永 幸子)와 다케다 유미(竹田 侑美) 여섯 명으로 구성된 일본의 여자 댄스 보컬 그룹이다.

## 개략
1998년에 미야자토, 도야마, 니와와 가도타 고무기(門田 こむぎ) 네 명으로 컬러(COLOR)를 결성하여, 1999년 7월 27일 싱글 "DOUBLE OR NOTHING"으로 데뷔했다. 2002년에 가도타가 탈퇴해서 2003년에 아사마, 이와나가와 다케다가 가입. 그룹 이름을 비지(Buzy)로 개칭했다.
비지로서 2004년 3월 3일에 싱글 "鯨"(고래)로 다시 데뷔했다. 인기 록 밴드인 포르노그라피티의 신도 하루이치가 작사한 노래를 노래하는 것으로도 알려져 있었다. 하지만 2006년 6월에 해산했다.
그룹 이름은 "Blend", "Unique", "Zipping", "You just wait"를 의미한다. 프로듀서는 ak.homma(에이케이 혼마, 본명 혼마 아키미쓰, 本間 昭光)였다.

## 멤버
- 미야자토 마오(宮里 真央, 1983년 4월 19일(41세) ~ )

오사카부 출신
- 도야마 나오(當山 奈央, 1984년 2월 22일(41세) ~ )

오사카 부 출신
- 니와 마유미(丹羽 麻由美, 1984년 9월 12일(40세) ~ ) : 리더

오사카 부 출신
- 아사마 유리사(朝間 ユリサ, 1984년 7월 27일(40세) ~ )

교토부 출신
- 이와나가 사치코(岩永 幸子, 1986년 5월 19일(38세) ~ )

오사카 부 출신
- 다케다 유미(竹田 侑美, 1986년 10월 29일(38세) ~ )

효고현 고베시 출신

## 디스코그래피

### 비지

#### 싱글
|    | 타이틀       | 의미          | 발매일          |
| 1. | 鯨           | 고래          | 2004년 3월 3일  |
| 2. | 一人一途     | 혼자 외곬으로 | 2004년 7월 7일  |
| 3. | Be Somewhere |               | 2005년 1월 26일 |
| 4. | パシオン     | 정열(Pasion)  | 2005년 11월 9일 |

#### 앨범
- Buzy　(2006년 1월 25일)

### 컬러

#### 싱글
|    | 타이틀            | 의미          | 발매일           |
| 1. | DOUBLE OR NOTHING |               | 1999년 7월 27일  |
| 2. | Why?              |               | 1999년 11월 25일 |
| 3. | One and Only      |               | 2000년 6월 21일  |
| 4. | Rav & Business    |               | 2001년 1월 24일  |
| 5. | 翼がなくても      | 날개가 없어도 | 2001년 8월 8일   |

#### 앨범
- Red Discs　(2000년 8월 23일)
- Love Execute　(2001년 11월 7일)

### 도야마 나오의 싱글
|    | 타이틀                                       | 의미                                         | 발매일          |
| 1. | 廃墟の鳩                                     | 폐허의 비둘기                                | 2002년 7월 14일 |
| 2. | あんなにあのコのことを想ってる奴はいなかった | 저렇듯 그녀의 것을 생각하고 있던 놈은 없었다 | 2003년 8월 6일  |

## 같이 보기
- 포르노그라피티 - 프로듀서와 프로덕션이 같아서 멤버인 신도 하루이치가 작사를 해 준다.